# Tardy Balázs
Tardy Balázs (Budapest, 1948. december 20. – 2018. november 2. előtt) magyar színész, rendező, író.

## Életpályája
1967-ben, Sándor Pál: Bohóc a falon című filmjében játszotta első szerepét. 
1969-től az Universitas Együttes tagjaként az Egyetemi Színpadon indult színházi pályája. 1972-től a 25. Színház művésze volt. 1978-tól a Népszínház társulatához tartozott. 1980-tól egy évadot a kecskeméti Katona József Színházban játszott. 1981-től a Miskolci Nemzeti Színházhoz szerződött. 1983-tól ismét Kecskeméten játszott. 1986-tól a szolnoki Szigligeti Színház tagja volt. 1989-től egy évadot az Újszínházban töltött. 1990-től szabadfoglalkozású színművész volt. 1994 és 2001 között a Jordán Tamás vezette Merlin Színházban dolgozott. 1996-ban szerepelt Madonnával az Evita-produkcióban. Éva Perón gyóntatópapját alakította a filmben, melyet Alan Parker rendezett.
Színpadi szerzőként írója és előadója volt A legszebb napjaim azaz: egy szép napon szembejöttem magammal az utcán, és azóta pici szívem halni vágy... című monodrámának, melynek bemutatója 2000. április 6-án a Merlin Színházban volt. A darabot Galkó Balázs rendezte. 2001-től az RS9 Színházban rendezett és játszott is.
2003. február 6-án, 54 éves korában – egy aneurizma-műtétet követően – elvesztette látását. Jobb szemére teljesen megvakult, a ballal is csak foltokat látott. Azóta a Vakok Állami Intézete Ajtósi Dürer sori intézetében élt. 
Ebben a megváltozott helyzetében megismerkedett a számítógéppel, tanulta a Braille-írást és -olvasást. 

„ Szerencsére legjobb barátaim, Galkó Balázs és Körtvélyessy Zsolt mellettem maradtak, máig sokat segítenek rajtam. Nekik is köszönhetem, hogy nem zuhantam depresszióba vagy nem lettem alkoholista.”

Önálló estjeivel fellépett a Művészetek Völgyében, meghívták a Pécsi Országos Színházi Találkozóra is. Az 1956-os forradalom ötvenedik évfordulóján „eltáncolta” az Illyés Gyula Egy mondat a zsarnokságról című versére készült koreográfiát, melyet Zsuráfszky Zoltán alkotott meg.

## Színházi szerepeiből
- Ruzante: Csapodár madárka... Tonin
- William Shakespeare: Lear király... Cornwall hercege
- William Shakespeare: III. Richárd... Lord Lovel
- William Shakespeare: Ahogy tetszik... Charles, a birkózó
- William Shakespeare: Amit akartok, avagy Vízkereszt... Curio, nemes úr
- William Shakespeare: Rómeó és Júlia... Escalus
- Bertolt Brecht: Koldusopera... Szomorúfűz Walter
- Bertolt Brecht: Mahagonny város tündöklése és bukása... szereplő
- Henrik Ibsen: Peer Gynt... Norvég hajóskapitány
- Vörösmarty Mihály: Csongor és Tünde... Balga
- Tóth Ede: A falu rossza... Göndör Sándor, szolgalegény
- Nóti Károly: Nyitott ablak... Őrnagy
- Molière – Illyés Gyula: Duda Gyuri... Duda Gyuri
- Molière – Örkény István: Zsugori uram telhetetlen, fösvény ember... Ludas
- Molière: Úrhatnám polgár... Szabósegéd
- Christopher Marlowe: Doktor Faustus... Ördög #1, Bíboros #1
- Fazekas Mihály – Schwajda György: Ludas Matyi... tanító
- Katona József: Ziska vagyis a husziták első pártütése Csehországban... Swammberg
- Móricz Zsigmond: Nem élhetek muzsikaszó nélkül... Mircse, cigányprímás
- Móricz Zsigmond: Úri muri... Kudora
- Móricz Zsigmond: Rokonok... Főmérnök
- Molnár Ferenc: Az üvegcipő... Őrmester
- Szép Ernő: Vőlegény... Pimpi, karmester, Nusi férje
- Borisz Leonyidovics Paszternak: Doktor Zsivagó... kozák tiszt
- Plautus: A bögre... Congrio, szakács; Strobilus, Lycomides szolgája
- Ifj. Alexandre Dumas: A kaméliás hölgy... Gusztáv
- Agatha Christie: Gyöngyöző cián... George Barton
- Franz Kafka: A kastély... Momus, falutitkár
- Gyurkó László: Faustus doktor boldogságos pokoljárása... szereplő
- Hernádi Gyula: Utópia... Richardson; Prescott
- Hernádi Gyula: Bajcsy-Zsilinszky Endre... Százados
- Schwajda György: Rákóczi tér... Strici
- Pilinszky János: Síremlék... Kockás ruhájú férfi
- Remenyik Zsigmond: Pokoli disznótor... Szolga
- Hugh Lofting – Schwajda György: Dr. Dolittle és az állatok... Dzsip, a kutya
- Kolin Péter: Sziszi és Fuszi... Tűzoltó
- Arthur Kopit: Indiánok... Geronimo
- Jordán Tamás – Selmeczi György: Megadom és... szereplő
- Peter Handke: Kaspar... Kaspar
- Kálmán Imre: Marica grófnő... Liebenberg István báró
- Kálmán Imre: Csárdáskirálynő... Mérő ügyvéd
- Alan Alexander Milne: Micimackó... Bagoly
- Tamara Gabbe: Jean, a verhetetlen... Jean
- Hubay Miklós – Ránki György – Vas István: Egy szerelem három éjszakája... Gáspár

## Rendezéseiből
- Karinthy Frigyes: Találkozás egy fiatalemberrel (Kecskeméti Katona József Színház, 1983.11.12)
- Szophoklész: Oidipusz király - Ahogy a Merlin Színház gyerekszínészei előadják (Merlin Színház, 1998. március)[9]
- Shakespeare: Rómeó és Júlia (R.S.9. Színház, 2001.12.27)

## Önálló estjeiből
- És azt ismered, hogy…[10]

## Filmjei

### Játékfilmek
- Bohóc a falon (1967) – András
- A hamis Izabella (1968) – Morvai Jocó
- Fejlövés (1968) – Határőr
- Gyula vitéz télen-nyáron (1970) – Morvai, Klári férje
- Szép leányok, ne sírjatok! (1970)
- Égi bárány (1971)
- Még kér a nép (1971)
- Nyulak a ruhatárban (1971)
- Itt járt Mátyás király (1973)
- Szerelmem, Elektra (1974)
- Szikrázó lányok (1974) – Laci
- Az idők kezdetén (1975)
- Segesvár (1976)
- A néma dosszié (1977) – Mentős
- Rosszemberek (1979)
- Vasárnapi szülők (1979) – Rendőr
- Szörnyek évadja (1987)
- A halálraítélt (1989)
- Laurin (1989) – Erster Zigeuner
- Napló apámnak, anyámnak (1990)
- Szamba (1995) – Bárvendég #1
- Evita (1996) – Benitez atya
- Honfoglalás (1996)
- Bírós emberek (1997)
- Gengszterfilm (1998)
- Glamour (1999) – Villamosvezető
- The Phantom of the Opera (1999) – Longuet
- Ikonosztáz[11] (2000) – Angyal
- Kémjátszma (2001) – Berlin: Vopo #1
- Kanyaron túl (2001) – Portás

### Tévéfilmek, televíziós sorozatok
- Bors (1968) (5. részben)
- Az örök Don Juan 1-2. (magyar riportfilm, 1979)
- 78-as körzet 1-6. (1980) – Teherautó sofőr
- Pénzt, de sokat! (1991)
- Stay Lucky (1993; tévésorozat) – Cigány
- Szomszédok (1993-1998; tévésorozat)
- X polgártárs (Citizen X) (1995) – Étkező katona #1
- Au Pair (1999) – Farmer
- Drakula 1-2. (2002)

## Szinkronszerepei

### Filmek
| Év   | Cím                                                                | Szereplő                      | Színész               | Szinkron év |
| ---- | ------------------------------------------------------------------ | ----------------------------- | --------------------- | ----------- |
| 1946 | Harc a sínekért (2. magyar szinkron)                               | N/A                           | N/A                   | 1995        |
| 1959 | Lotna                                                              | N/A                           | N/A                   | 2000        |
| 1965 | A tizedik áldozat (2. magyar szinkron)                             | N/A                           | N/A                   | 1997        |
| 1967 | Ki kopog az ajtómon?                                               | N/A                           | N/A                   | 1999        |
| 1970 | A menekülő félvér                                                  | N/A                           | N/A                   | 1993        |
| 1970 | Robin Hood, a tüzes íjász (2. magyar szinkron)                     | N/A                           | N/A                   | 1997        |
| 1973 | Pat Garrett és Billy, a kölyök (2. magyar szinkron)                | Mr. Horell                    | Gene Evans            | 1999        |
| 1974 | James Bond 09.: Az aranypisztolyos férfi                           | Frazier                       | Gerald James          | 2001        |
| 1976 | A földre pottyant férfi (2. magyar szinkron)                       | N/A                           | N/A                   | 1998        |
| 1978 | A derbi sztárja                                                    | N/A                           | N/A                   | 2002        |
| 1978 | A gyilkos paradicsomok támadása                                    | Végefőcím hang                | N/A                   | 1995        |
| 1978 | A kutyák                                                           | N/A                           | N/A                   | 2000        |
| 1979 | Sárkány viadala (2. magyar szinkron)                               | N/A                           | N/A                   | 1998        |
| 1980 | Csillagok háborúja V. – A Birodalom visszavág (3. magyar szinkron) | Wes Janson / Wedge ágyúsa     | Ian Liston            | 1997        |
| 1980 | Csillagok háborúja V. – A Birodalom visszavág (3. magyar szinkron) | Valdez százados               | Joe Johnston          | 1997        |
| 1982 | Airplane 2. – A folytatás                                          | Főtörzs                       | Chuck Connors         | 1995        |
| 1982 | Airplane 2. – A folytatás                                          | Portás                        | Kenneth O’Brien       | 1995        |
| 1982 | Conan, a barbár (1. magyar szinkron)                               | Conan apja                    | William Smith         | 1998        |
| 1982 | E.T., A földönkívüli (2. magyar szinkron)                          | N/A                           | N/A                   | 2002        |
| 1984 | Top secret                                                         | Vak szuvenírárus              | Ian McNeice           | 1995        |
| 1985 | Megvagy!                                                           | Jonathant letartoztató rendőr | N/A                   | 1996        |
| 1985 | Valóságos zseni                                                    | N/A                           | N/A                   | 1994        |
| 1986 | Delta kommandó (2. magyar szinkron)                                | N/A                           | N/A                   | 1997        |
| 1986 | Egyenesen a pokolba                                                | Churbo                        | Juan Torrès           | 1996        |
| 1986 | Kobra (2. magyar szinkron)                                         | N/A                           | N/A                   | 1995        |
| 1987 | Kari Swenson elrablása                                             | N/A                           | N/A                   | 1988        |
| 1990 | Bivaly nagy John (2. magyar szinkron)                              | Ingatlanügynök                | N/A                   | 1993        |
| 1990 | Indiánok – Felkelés az őserdőben                                   | N/A                           | N/A                   | 1995        |
| 1990 | Rendőri megbízatás                                                 | N/A                           | N/A                   | 1995        |
| 1991 | A linguini incidens (2. magyar szinkron)                           | N/A                           | N/A                   | 1998        |
| 1991 | A sötétség követei                                                 | Czakyr                        | David Sawyer          | 1995        |
| 1991 | Hölgyek játéka                                                     | N/A                           | N/A                   | 1996        |
| 1991 | Talpig zűrben 2.                                                   | Labor technikus               | Bill Cordell          | 1992        |
| 1991 | Tűzvonal                                                           | Corman tábornok               | David Carradine       | 1995        |
| 1992 | A cementkert                                                       | N/A                           | N/A                   | 1994        |
| 1992 | Bumeráng                                                           | Telefonhang                   | N/A                   | 1992        |
| 1993 | Cyborg zsaru                                                       | N/A                           | N/A                   | 1995        |
| 1993 | Halálos üldözés                                                    | N/A                           | N/A                   | 1995        |
| 1993 | Kerge Kelly                                                        | Rendőr                        | N/A                   | 1995        |
| 1993 | Lois és Clark: Superman legújabb kalandjai I/1-2.                  | Dr. Platt                     | Kenneth Tigar         | 1995        |
| 1993 | Mutánsok                                                           | Jarvis Tanner                 | Clint Howard          | 1996        |
| 1993 | Stephen King: Hasznos holmik                                       | N/A                           | N/A                   | 1997        |
| 1994 | A legyőzhetetlen                                                   | Ray                           | Sam Raimi             | 1994        |
| 1994 | Becsületes zsaru                                                   | Mike „Sírásó” Edwards         | Joe Grifasi           | 1996        |
| 1994 | Hallgass velem (1. magyar szinkron)                                | Dick                          | Willie Garson         | 1996        |
| 1994 | Maffia vadászat                                                    | N/A                           | N/A                   | 1997        |
| 1995 | A cowboy halála                                                    | N/A                           | N/A                   | 1996        |
| 1995 | A tévedés áldozata                                                 | N/A                           | N/A                   | 1996        |
| 1995 | A terror hálójában                                                 | N/A                           | N/A                   | 1997        |
| 1995 | Bukott angyalkák                                                   | N/A                           | N/A                   | 1997        |
| 1995 | Felemás                                                            | N/A                           | N/A                   | 1998        |
| 1995 | III. Richárd (1. magyar szinkron)                                  | N/A                           | N/A                   | 1997        |
| 1995 | Intercept hadművelet                                               | Rádiótechnikus                | Jon Chardiet          | 1996        |
| 1995 | Külvárosi dzsungel                                                 | Bolti eladó                   | Poi Wong              | 1996        |
| 1995 | Rabló-pandúr 2.                                                    | N/A                           | N/A                   | 1996        |
| 1995 | Sebességhatár (1. magyar szinkron)                                 | Tony                          | Corey Feldman         | 1996        |
| 1995 | Szablya a parancsnoktól                                            | N/A                           | N/A                   | 1998        |
| 1996 | A jaguár                                                           | Kumare                        | Danny Trejo           | 1998        |
| 1996 | A nagy dobás                                                       | N/A                           | N/A                   | 1997        |
| 1996 | Az utolsó emberig                                                  | N/A                           | N/A                   | 1997        |
| 1996 | Éjszakai látomás (1. magyar szinkron)                              | N/A                           | N/A                   | 1997        |
| 1996 | Csillagközi Terror                                                 | N/A                           | N/A                   | 1997        |
| 1996 | Hullázó kedélyek                                                   | Rendőr                        | Shay Duffin           | 1997        |
| 1996 | Space Jam – Zűr az űrben                                           | Vlade Divac                   | Vlade Divac           | 1997        |
| 1996 | Stílusos gyilkosságok                                              | N/A                           | N/A                   | 1997        |
| 1997 | A fehér ruhás nő                                                   | N/A                           | N/A                   | 1999        |
| 1997 | Acélzsaru                                                          | N/A                           | N/A                   | 1998        |
| 1997 | Agyament Harry                                                     | N/A                           | N/A                   | 1999        |
| 1997 | Féktelenül 2. – Teljes gőzzel                                      | N/A                           | N/A                   | 1997        |
| 1997 | Flubber – A szórakozott professzor                                 | Pap                           | Dakin Matthews        | 1997        |
| 1997 | Gengszterápia                                                      | N/A                           | N/A                   | 1998        |
| 1997 | Gyilkosság a Fehér Házban                                          | Technikus                     | Christopher Kennedy   | 1998        |
| 1997 | Gyilkosság a Fehér Házban                                          | N/A                           | N/A                   | 1998        |
| 1997 | Halálos merülés                                                    | Saprich                       | Time Winters          | 1998        |
| 1997 | Jackie, a jó fiú                                                   | N/A                           | N/A                   | 1998        |
| 1997 | Men in Black – Sötét zsaruk                                        | N/A                           | N/A                   | 1997        |
| 1997 | Rex, a kölyökfelügyelő                                             | N/A                           | N/A                   | 1998        |
| 1997 | Rosewood, az égő város                                             | Earl seriffhelyettes          | Jaimz Woolvett        | 1997        |
| 1997 | Tiniboszi                                                          | Vespecci                      | Peter Spellos         | 1998        |
| 1997 | Turbócsapat                                                        | Rygog (hang)                  | Lex Lang              | 1998        |
| 1998 | A szibériai borbély                                                | Mokin kapitány                | Vlagyimir Iljin       | 2000        |
| 1998 | A szibériai borbély                                                | Kuzma, a kocsis               | Vlagyimir Gorjusin    | 2000        |
| 1998 | Az óceánjáró zongorista legendája                                  | N/A                           | N/A                   | 2001        |
| 1998 | Bérbosszú Bt. – Megfizetünk, ha megfizetnek (1. magyar szinkron)   | John Kirkpatrick              | Hrant Alianak         | 1999        |
| 1998 | Csodás álmok jönnek                                                | N/A                           | N/A                   | 2000        |
| 1998 | Dr. Dolittle                                                       | Disznó (hang)                 | Hamilton Camp         | 1998        |
| 1998 | Dr. Dolittle                                                       | Varjú (hang)                  | N/A                   | 1998        |
| 1998 | Gyerekjáték 4. – Chucky menyasszonya                               | N/A                           | N/A                   | 1999        |
| 1998 | Gyilkos félállásban                                                | N/A                           | N/A                   | 2002        |
| 1998 | Keresd a nőt!                                                      | N/A                           | N/A                   | 1998        |
| 1998 | Kuki                                                               | N/A                           | N/A                   | 2000        |
| 1998 | Logan bosszúja (1. magyar szinkron)                                | N/A                           | N/A                   | 2000        |
| 1998 | Lottózsonglőrök                                                    | N/A                           | N/A                   | 2000        |
| 1998 | Maffia!                                                            | Gonosz pap                    | Richard Abraham       | 1998        |
| 1998 | Meztelen város 2. – A karácsonyi gyilkos                           | N/A                           | N/A                   | 1999        |
| 1998 | Motoros tűzjáró                                                    | N/A                           | N/A                   | 2001        |
| 1998 | Taxi                                                               | Hentes                        | Eric Bérenger         | 1999        |
| 1999 | A 13. harcos (1. magyar szinkron)                                  | Félszemű öreg                 | Richard Ooms          | 2000        |
| 1999 | A John Malkovich menet                                             | N/A                           | N/A                   | 2000        |
| 1999 | Bajnokok reggelije                                                 | Reklámrendező                 | Kurt Vonnegut, Jr.    | 2001        |
| 1999 | Bigyó felügyelő                                                    | N/A                           | N/A                   | 1999        |
| 1999 | Csapás a múltból                                                   | N/A                           | N/A                   | 2000        |
| 1999 | Doktor zsiványok (1. magyar szinkron)                              | N/A                           | N/A                   | 2000        |
| 1999 | Ember a Holdon                                                     | N/A                           | N/A                   | 2000        |
| 1999 | Halálsoron                                                         | Toot-Toot                     | Harry Dean Stanton    | 2000        |
| 1999 | Hurrikán                                                           | N/A                           | N/A                   | 2000        |
| 1999 | Luna Papa                                                          | Abu Pirumov                   | Alovuggyin Abdullajev | 2001        |
| 1999 | Sárkányok harca (1. magyar szinkron)                               | N/A                           | N/A                   | 2000        |
| 2000 | 102 kiskutya                                                       | N/A                           | N/A                   | 2001        |
| 2000 | A Flintstone család 2. – Viva Rock Vegas                           | Little Rocko                  | Danny Woodburn        | 2000        |
| 2000 | Dalok a második emeletről                                          | Öregember                     | Åke Wärnling          | 2002        |
| 2000 | Dalok a második emeletről                                          | N/A                           | N/A                   | 2002        |
| 2000 | Dögölj meg, drága Mona!                                            | N/A                           | N/A                   | 2000        |
| 2000 | Dupla vagy minden                                                  | N/A                           | N/A                   | 2001        |
| 2000 | Emlékezz a titánokra!                                              | N/A                           | N/A                   | 2001        |
| 2000 | Én és én meg az Irén                                               | Ed, a szomszéd                | Steve Sweeney         | 2000        |
| 2000 | Frekvencia                                                         | Daryl Simpson                 | Rocco Sisto           | 2001        |
| 2000 | Hát nem édes?                                                      | N/A                           | N/A                   | 2001        |
| 2000 | Millió dolláros hotel (1. magyar szinkron)                         | Hector                        | Tom Bower             | 2001        |
| 2000 | Rekviem egy álomért                                                | Pultos                        | Jack O’Connell        | 2001        |
| 2000 | Taxi 2.                                                            | Helyettes rendőr a radarnál   | Jean-François Regazzi | 2001        |
| 2000 | X-Men – A kívülállók                                               | Ringszpíker                   | Aron Tager            | 2000        |
| 2001 | Amerikai pite 2.                                                   | Kamionos                      | Brian Turk            | 2001        |
| 2001 | Amerikai pite 2.                                                   | N/A                           | N/A                   | 2001        |
| 2001 | Evolúció                                                           | N/A                           | N/A                   | 2001        |
| 2001 | Harry Potter 1.: Harry Potter és a Bölcsek köve                    | Teszlek Süveg (hang)          | Leslie Phillips       | 2001        |
| 2001 | Kutyák és macskák                                                  | N/A                           | N/A                   | 2001        |
| 2001 | Manitu bocskora                                                    | N/A                           | N/A                   | 2002        |
| 2001 | Reszkess, Amerika!                                                 | Helyszínelő rendőr            | Paul Connell          | 2001        |
| 2001 | Sebhelyek                                                          | N/A                           | N/A                   | 2001        |
| 2002 | A kismenő                                                          | N/A                           | N/A                   | 2002        |
| 2002 | Harry Potter 2.: Harry Potter és a Titkok Kamrája                  | Teszlek Süveg (hang)          | Leslie Phillips       | 2002        |
| 2011 | Harry Potter 7.: Harry Potter és a Halál ereklyéi 2.               | Teszlek Süveg (hang)          | Leslie Phillips       | 2011        |

### Sorozatok
| Év   | Cím          | Szereplő                 | Színész        | Szinkron év |
| ---- | ------------ | ------------------------ | -------------- | ----------- |
| 1966 | Star Trek I. | Centúrió                 | John Warburton | 1997        |
| 1981 | Dinasztia    | Joseph Arlington Aynders | Lee Bergere    | 1997-1999   |

### Rajz- és animációs filmek
| Év   | Cím                                            | Szereplő                                               | Szinkronhang      | Szinkron év |
| ---- | ---------------------------------------------- | ------------------------------------------------------ | ----------------- | ----------- |
| 1940 | Pinokkió (2. magyar szinkron)                  | Harmadik kikiáltó a dohánygyárnál                      | Don Brodie        | 2000        |
| 1973 | Robin Hood                                     | Ravasz                                                 | George Lindsey    | 2001        |
| 1977 | A mentőcsapat                                  | Orville                                                | Jim Jordan        | 2001        |
| 1983 | Gulliver utazásai (2. magyar szinkron)         | N/A                                                    | N/A               | 1997        |
| 1989 | Charlie – Minden kutya a mennybe jut           | Barna kutya a dobermann bukmékernélSzemüveges bukméker | N/A               | 1993        |
| 1991 | Apró-cseprő kalandok – Egy nyúlfarknyi vakáció | Horgász a reklámban                                    | N/A               | 1994        |
| 1995 | A kincses sziget                               | Kéz                                                    | Cam Clarke        | 1996        |
| 1995 | Száncsengő rock (1. magyar szinkron)           | Manó                                                   | N/A               | 1997        |
| 1996 | A Notre Dame-i toronyőr                        | N/A                                                    | N/A               | 1996        |
| 1997 | Herkules                                       | N/A                                                    | N/A               | 1997        |
| 1998 | Egy bogár élete                                | Piti Bolha                                             | John Ratzenberger | 1998        |
| 1998 | Pocahontas 2. – Vár egy új világ               | Részeges vendég                                        | N/A               | 2000        |
| 1999 | A majmok kastélya                              | N/A                                                    | N/A               | 2001        |
| 1999 | Tarzan                                         | További szereplők                                      | N/A               | 1999        |
| 2000 | A kis hableány 2. – A tenger visszavár         | Csikóhal                                               | N/A               | 2000        |
| 2001 | Atlantisz – Az elveszett birodalom             | N/A                                                    | N/A               | 2001        |
| 2001 | Szörny Rt.                                     | N/A                                                    | N/A               | 2002        |
| 2002 | Jégkorszak                                     | N/A                                                    | N/A               | 2002        |
| 2002 | Lilo és Stitch – A csillagkutya                | Pörölycápa biztonsági őr                               | Steve Bloom       | 2002        |

### Rajzfilmsorozatok
| Év   | Cím                                 | Szereplő                     | Szinkronhang     | Szinkron év |
| ---- | ----------------------------------- | ---------------------------- | ---------------- | ----------- |
| 1990 | Pöttöm kalandok I.                  | Szédüli                      | Maurice LaMarche | 1995        |
| 1992 | Dinka banda I. (1. magyar szinkron) | Gilbert, a bohóc (2 részben) | Frank Welker     | 1996        |
| 1992 | Dinka banda I. (1. magyar szinkron) | Spud (+ Várkonyi András)     | Jerry Houser     | 1996        |